# Bianca Lawson
Pour les articles homonymes, voir Lawson.
Bianca Jasmine Lawson est une actrice américaine, née le 20 mars 1979 à Los Angeles en Californie.
Elle est principalement connue, à la télévision, grâce à plusieurs rôles : Celui de Megan Jones dans Sauvés par le gong : La Nouvelle Classe (1994-1996), Kendra dans Buffy contre les vampires (1997-1998), Nikki Green dans Dawson (1999-2000), Shawna dans La Vie secrète d'une ado ordinaire (2009-2010), Maya St. Germain dans Pretty Little Liars (2010-2012), Emily Bennett dans Vampire Diaries (2009-2014), Marine Morrell dans Teen Wolf (2012-2014), Eva Gardiner dans Witches of East End (2014-2015), Talia Freeman dans Rogue (2015-2017) et Darla Sutton dans Queen Sugar (2016-2021).

## Biographie

### Enfance et formation
Bianca Lawson est la fille de l'acteur Richard Lawson et de Denise Lawson (née Gordy). Elle est la petite nièce de Berry Gordy, le fondateur de la compagnie Motown et la nièce de Marvin Gaye.
Elle a des origines afro-américaines, italiennes, portugaises et créoles.
Elle commence sa carrière à l'âge de 9 ans, en apparaissant dans différentes publicités pour Barbie et Revlon.
Parallèlement à ses premiers tournages, elle intègre le conservatoire Stella Adler et sort diplômée du Marymount College avant d'étudier le cinéma et la psychologie à l'Université de Californie du Sud.
Elle a été la camarade de classe de Kim Kardashian.

### Carrière
En 1994, elle coprésente l'émission What'z up ? avec Christopher Masterson avant de faire une apparition dans le premier épisode de la série Angela, 15 ans puis interprète Megan Jones dans Sauvés par le gong : La Nouvelle Classe, le spin-off de la série Sauvés par le gong.
Un an plus tard, elle décroche un rôle récurrent dans Sister, Sister puis un des rôles principaux de l'éphémère Goode Behavior avant de reprendre ses apparitions dans diverses séries comme The Parent 'Hood et Le Petit Malin.
En 1997, Bianca décroche le rôle de Cordélia Chase dans Buffy contre les vampires mais ses obligations envers Goode Behavior l'empêche de jouer. On lui attribue alors le rôle de Kendra Young, une tueuse née après la mort de Buffy dans la fin de la saison 2, pour 3 épisodes.
En 1998, elle apparaît dans ses premiers longs métrages. Elle tourne dans Twice the Fear puis incarne Diana Ross dans The Temptations avant d'apparaître sur les grands écrans dans Primary Colors. La même année, elle apparaît dans un épisode des Dessous de Palm Beach puis dans The Steve Harvey Show. L'année suivante est tourné le film The Pavillon dans lequel Bianca interprète Mary. Elle est également apparue dans Dawson puis dans le film Big Monster on Campus sorti directement en vidéo.
C'est en 2001 que vient pour elle la consécration, grâce au film Save the Last Dance pour lequel elle partage un Teen Choice Awards avec sa partenaire à l'écran Julia Stiles. Cette même année, elle tourne également auprès de Snoop Dogg dans Bones puis dans Les Racines du destin et La Vie avant tout.
Durant plusieurs années, Bianca enchaîne les rôles, autant dans des séries comme For the people, Haunted, Fearless et The Big House, que dans des films comme Dead & Breakfast, Rupture mode d'emploi, Broken avec Heather Graham, ou encore Pledge This : Panique à la fac ! avec Paris Hilton et le nanar Supergator.
En 2008, elle apparaît dans The Cleaner, un an plus tard dans Bones puis dans le film Killing of Wendy avant de décrocher un rôle récurrent dans la série La Vie secrète d'une ado ordinaire.
Durant la décennie suivante, elle se fait connaître auprès du grand public comme l'interprète de Maya St. germain dans la série télévisée Pretty Little Liars diffusée aux États-Unis sur ABC Family à partir du 8 juin 2010. Elle y est membre de la distribution régulière durant les trois premières saisons.
En 2011, alors âgée de 32 ans, elle joue une lycéenne dans le pilote d'American Horror Story,.
Parallèlement, elle joue dans d'autres séries plébiscitées par un jeune public mais s'éloigne, progressivement des rôles d'adolescentes, d'abord Vampire Diaries dans le rôle de Emily Bennett, une aïeul de Bonnie Bennett incarnée par Katerina Graham. Ce qui lui permet d'être choisie pour ensuite interpréter un personnage secondaire (Mrs. Morell), dans Teen Wolf.
En 2014, elle reste dans le registre fantastique et rejoint la distribution récurrente de la seconde et dernière saison de Witches of east end pour le rôle d'Ava, une mystérieuse jeune femme. La même année, elle fait ses débuts comme productrice exécutive et incarne l'héroïne du téléfilm Divorce sous surveillance. L'année suivante, elle est récurrente dans la série policière Rogue.
En 2016, elle rejoint la distribution de la série dramatique Queen Sugar afin d'interpréter une toxicomane. Une création d'Ava DuVernay et Oprah Winfrey qui suit trois frère et sœurs unissant leurs forces pour reprendre les rênes de la ferme familiale de canne à sucre, à la suite du tragique décès de leur père.

### Vie privée
Son père, Richard Lawson s'est remariée avec Tina Knowles, créatrice de mode américaine connue pour sa société et maison de couture House of Deréon. Cependant, elle est surtout connue pour être la mère des chanteuses Beyoncé Knowles et Solange Knowles ainsi que pour être l'ex-épouse de Mathew Knowles, ancien manageur du groupe Destiny's Child. Bianca Lawson est ainsi la demi-sœur par alliance des chanteuses,,.

## Filmographie

### Cinéma

#### Longs métrages
- 1998 : Primary Colors de Mike Nichols : Loretta
- 1998 : Twice the Fear de Kenn Michael : la petite amie (vidéofilm)
- 2000 : Big Monster on Campus de Mitch Marcus et John Blush : Darien Stompanato (vidéofilm)
- 2001 : Save the Last Dance de Thomas Carter : Nikki
- 2001 : Bones de Ernest R. Dickerson : Cynthia
- 2004 : Dead & Breakfast de Matthew Leutwyler : Kate
- 2004 : Rupture mode d'emploi (Breakin' All the Rules) de Daniel Taplitz : Helen Sharp
- 2004 : The Pavilion de C. Grant Mitchell : Mary
- 2005 : Flip the Script de Terrah Bennett Smith : Angel (vidéofilm)
- 2006 : Broken d'Alan White : Mia
- 2006 : Pledge This: Panique à la fac ! de William Heins et Strathford Hamilton : Monique (vidéofilm)
- 2007 : Supergator de Brian Clyde : Carla Masters (vidéofilm)
- 2009 : The Killing of Wendy de David Hickson : Brooke
- 2010 : Don't Fade Away de Luke Kasdan : Alison Johnson

### Télévision

#### Emission de télévision
- 1994 : What'z up ? : Co-présentatrice

#### Séries télévisées
- 1994 : Angela, 15 ans (My So-Called Life) : fille dans la salle de bains (1 épisode)
- 1994 : Sauvés par le gong : La Nouvelle Classe : Megan Jones (39 épisodes)
- 1995 : Me and the Boys : Une fille (1 épisode)
- 1995 : In the House : Rachel (1 épisode)
- 1995 - 1996 : Sister, Sister : Rhonda Coley (7 épisodes)
- 1996 - 1997 : Goode Behavior : Bianca Goode (22 épisodes)
- 1997 : The Parent 'Hood : Jasmine (2 épisodes)
- 1997 - 1998 : Buffy contre les vampires : Kendra Young (3 épisodes)
- 1997 et 1999 : Le Petit Malin (Smart Guy) : Tracy / Jill (2 épisodes)
- 1998 : The Temptations : Diana Ross (mini-série, 2 épisodes)
- 1998 : Les Dessous de Palm Beach (Silk Stalkings) : Renée (1 épisode)
- 1998 : The Steve Harvey Show : Rosalind (3 épisodes)
- 1999 - 2000 : Dawson (Dawson's Creek) : Nikki Green (4 épisodes)
- 2001 : La Vie avant tout (Strong Medicine) : Esperanza Maldonaldo (1 épisode)
- 2002 : For the people (en) : Asia Portman (1 épisode)
- 2002 : Haunted : Brandi Combs (1 épisode)
- 2004 : Division d'élite (The Division) : Marilynn Resiser (1 épisode)
- 2004 : The Big House : Angel (1 épisode)
- 2008 : The Cleaner : Jeannie (2 épisodes)
- 2009 : Bones : Albie (1 épisode)
- 2009 : La Vie secrète d'une ado ordinaire : Shawna (6 épisodes)
- 2009 - 2011 et 2014 : Vampire Diaries : Emily Bennett (6 épisodes)
- 2010 - 2012 : Pretty Little Liars : Maya St. Germain (22 épisodes)
- 2010 : Nikita : Emily (saison 1, épisode 5)
- 2011 : American Horror Story : Abby, une lycéenne (saison 1, épisode 1)
- 2011 : Heavenly : Sasha Grant (pilote non retenu par CBS)
- 2012 - 2014 : Teen Wolf : Mlle Morrell, la psychologue (12 épisodes)
- 2012 : Beauty and the Beast : Laferty (1 épisode)
- 2012 : 2 Broke Girls : Stacy (saison 2, épisode 11)
- 2014 : Witches of East End : Eva Gardiner / Selina / Eva Callero (10 épisodes)
- 2015 : Chicago P.D. : Kylie Rosales (saison 2, épisode 11)
- 2015 : Rogue : Talia Freeman (10 épisodes)
- depuis 2016 : Queen Sugar : Darla

#### Téléfilms
- 2001 : Les racines du destin (Feast of All the Saints) de Peter Medak : Anna Bella Monroe
- 2004 : Fearless de Blair Hayes : Harmony Kaye
- 2013 : Double destinée (All About Christmas Eve) de Peter Sullivan : Lila
- 2014 : Divorce sous surveillance (House of Secrets) de Kevin L. Powers : Julie Holt (également co productrice exécutive)

## Distinctions
Sauf indication contraire ou complémentaire, les informations mentionnées dans cette section proviennent de la base de données IMDb.

### Récompenses
- Teen Choice Awards 2001 : Meilleure scène de combat, avec Julia Stiles pour Save the Last Dance

### Nominations
- Black Reel Awards for Television 2018 : meilleure actrice dans un second rôle dans une série télévisée dramatique pour Queen Sugar